# Crowley (Kalifornia)
Crowley – obszar niemunicypalny w hrabstwie Mendocino, w Kalifornii (Stany Zjednoczone), na wysokości 377 m. Znajduje się 6,4 km na północ od Willits.